# Lista de singles número um na Billboard Hot 100 em 2010

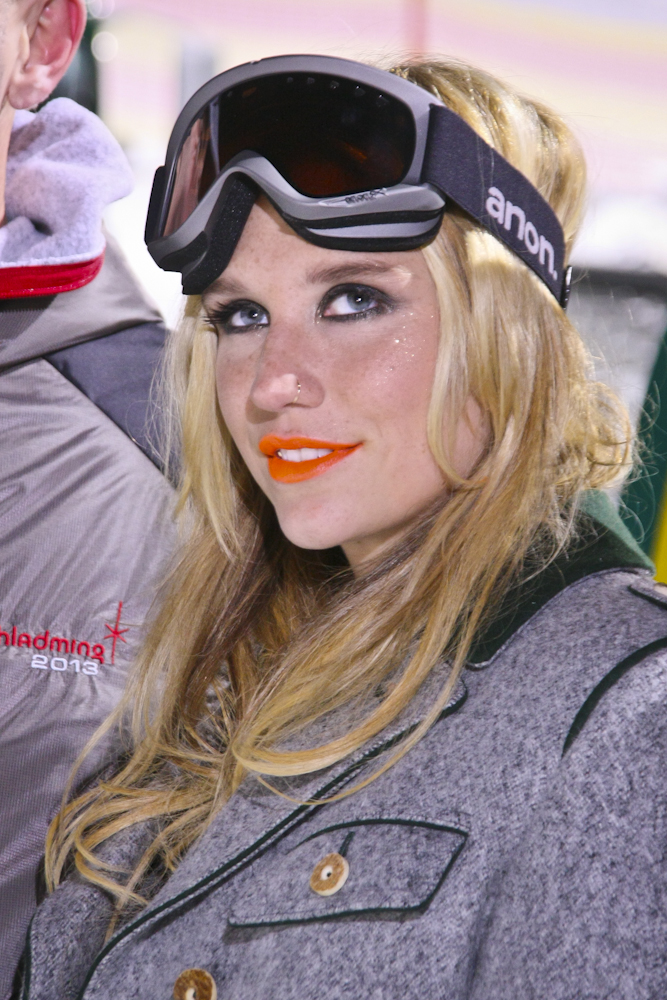
"Tik Tok", de Kesha, permaneceu nove semanas consecutivas na primeira posição, quebrando o recorde de mais semanas na liderança por um single de estreia de uma artista feminina desde Debby Boone em 1977.

A lista dos singles que alcançaram a primeira posição na Billboard Hot 100 em 2010 foi publicada pela revista norte-americana Billboard, sendo que os dados são recolhidos pela Nielsen SoundScan, baseados em cada venda semanal física e digital, e também popularidade da canção nas rádios.
Em 2010, nove artistas ganharam um primeiro single número um no Norte da América, foram estes: Kesha, Taio Cruz, B.o.B., Bruno Mars, will.i.am, Far East Movement, The Cataracs, Dev e Drake. Rihanna foi a artista feminina com mais semanas não-consecutivas na tabela, num total de catorze, com quatro singles na primeira posição, um deles "Love the Way You Lie" em colaboração com Eminem. A cantora tornou-se ainda a primeira a arrecadar o maior número de singles na liderança da década, marcando o seu sexto, sétimo, oitavo e nono neste ano. Conseguiu ainda o feito histórico de colocar um segundo single antes da liderança do primeiro, extraídos do mesmo álbum consecutivamente.
A cantora Kesha com "Tik Tok" foi o primeiro número um do ano, e o que mais tempo permaneceu no topo da tabela musical em 2010, por nove semanas consecutivas. Foi ainda o single com melhor desempenho nos Estados Unidos no ano, sendo que obteve a primeira posição nas tabelas de final-de-ano. Outros singles com um número alargado de semanas no topo foram "Love the Way You Lie" de Eminem e Rihanna, que permaneceu sete semanas na primeira posição, "California Gurls" de Katy Perry e Snoop Dogg, por seis semanas consecutivas, "Rude Boy" de Rihanna por cinco semanas consecutivas, e "Just the Way You Are" de Bruno Mars por quatro semanas consecutivas.
Outros destaques de 2010 nas publicações da Billboard Hot 100 incluem Katy Perry com três singles consecutivos na liderança — recorde obtido por artista feminina onze anos antes. Usher é o primeiro artista a conseguir colocar no topo faixas de trabalho nos anos 90, 2000 e 10, quando a sua canção "OMG" se tornou o nono single do cantor a subir ao topo. Dois singles entraram diretamente para a primeira posição da tabela este ano: "Not Afraid" de Eminem e "We R Who We R" de Kesha, tornando-se o décimo sexto e décimo sétimo em 52 anos de história.

## Histórico

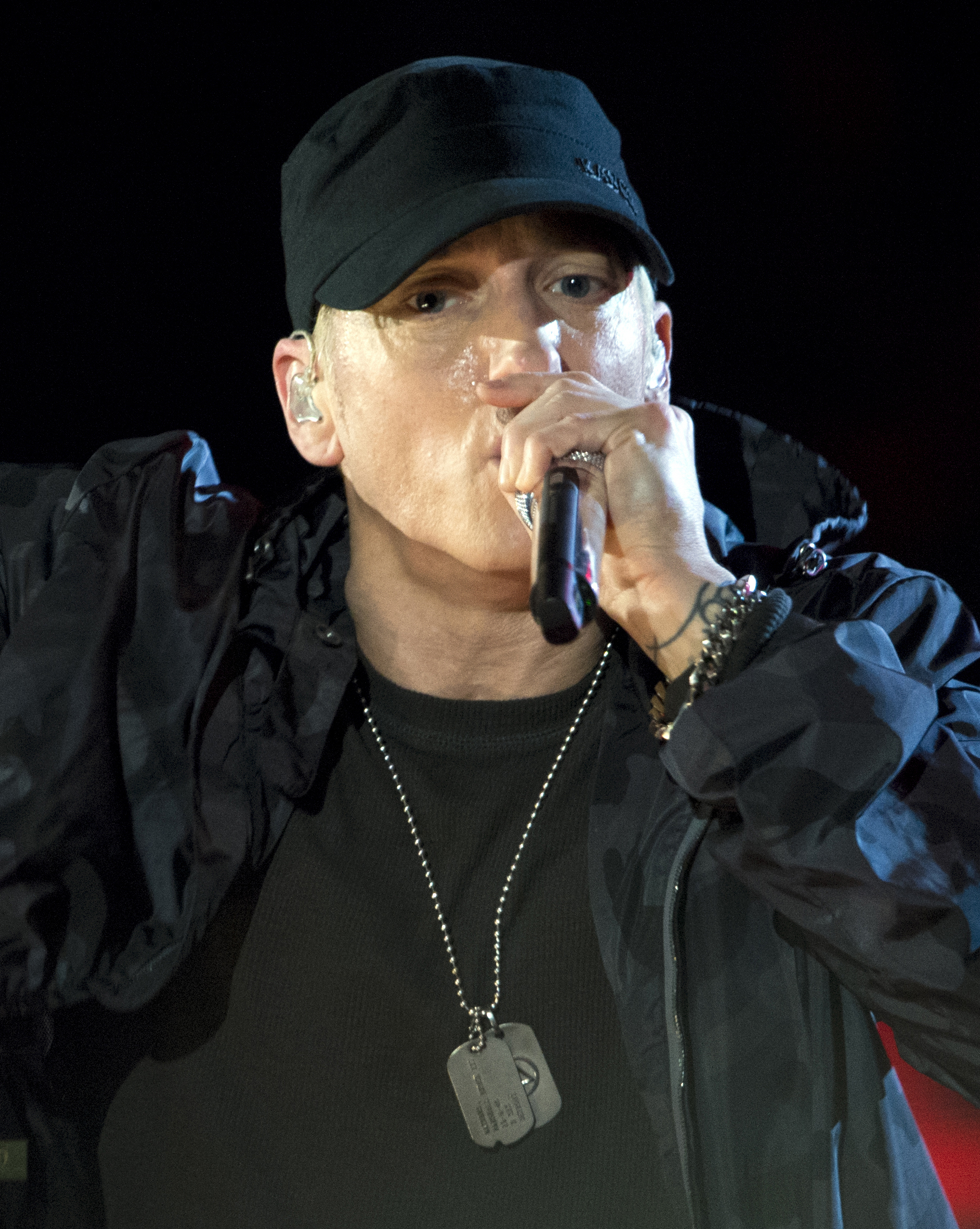
Com "Not Afraid", Eminem tornou-se o primeiro artista a colocar uma canção de hip-hop diretamente na liderança desde "I'll Be Missing You" (1997), de Puff Daddy. Conseguiu ainda arrecadar mais sete semanas com o segundo single do álbum Recovery, "Love the Way You Lie", uma colaboração com Rihanna.

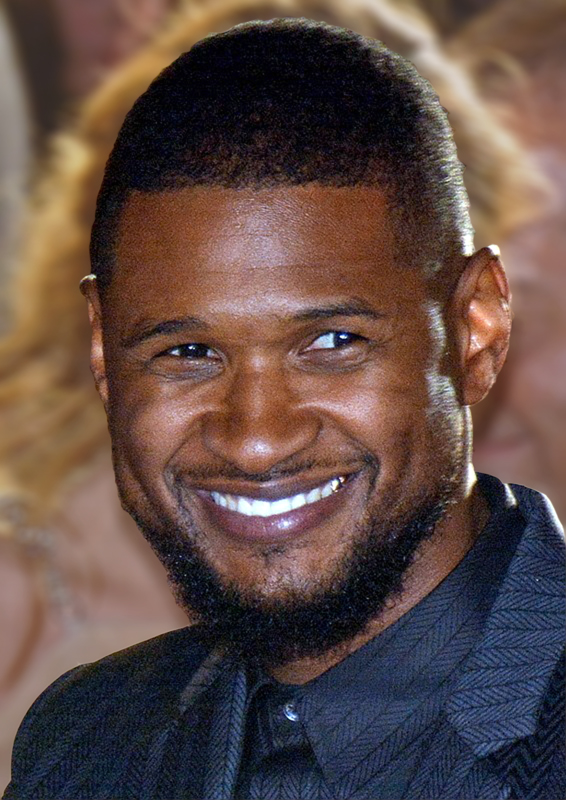
Com "OMG", Usher converteu-se no primeiro artista a ter singles em primeiro lugar na parada durante as décadas de 1990, 2000 e 2010.

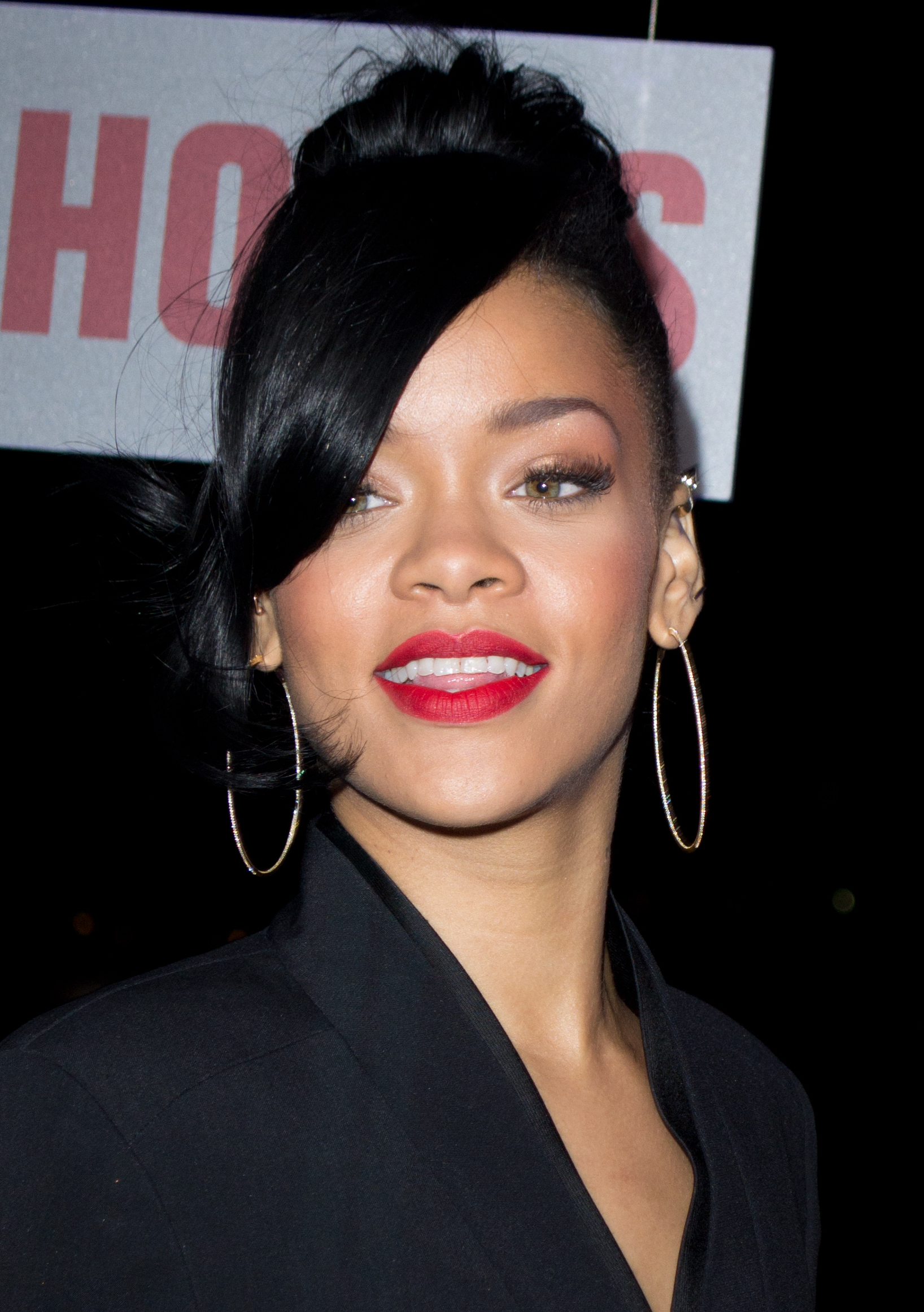
A barbadense Rihanna é a primeira artista feminina a colocar quatro músicas na primeira posição em um só ano. É também a primeira mulher a ter o primeiro single de um álbum a subir ao topo depois do segundo — "Only Girl (In the World)" alcançou a primeira posição duas semanas depois de "What's My Name?".

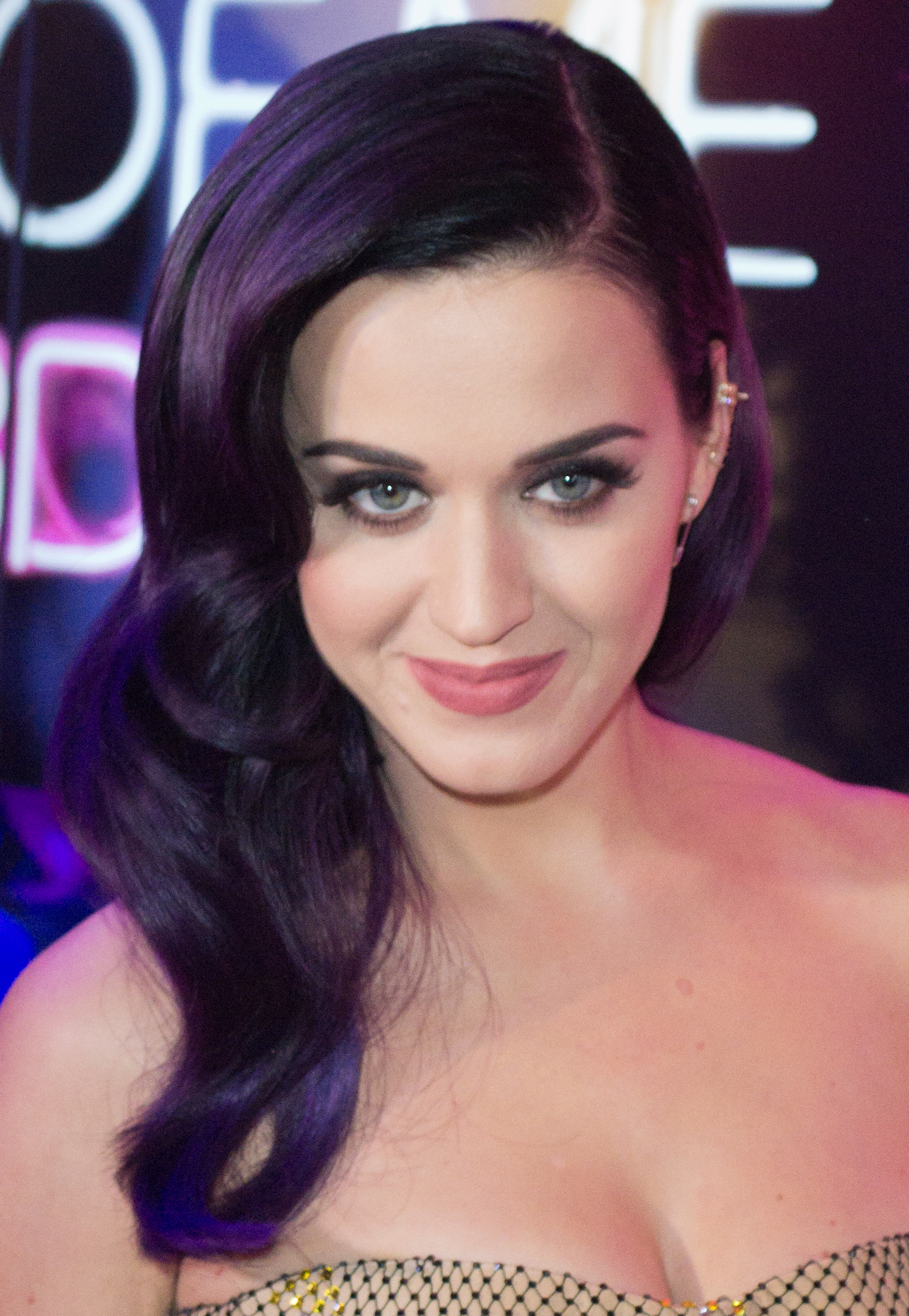
Katy Perry tornou-se a primeira artista feminina em onze anos a conseguir três singles consecutivos na liderança de um só álbum e a primeira a ter três canções número um desde Rihanna em 2007-2008.

| † | Indica o single recordista de vendas em 2010. |

| Data            | Canção                     | Artista(s)                               | Referência(s) |
| --------------- | -------------------------- | ---------------------------------------- | ------------- |
| 2 de janeiro    | "Tik Tok" †                | Kesha                                    | [ 1 ]         |
| 9 de janeiro    | "Tik Tok" †                | Kesha                                    | [ 16 ]        |
| 16 de janeiro   | "Tik Tok" †                | Kesha                                    | [ 17 ]        |
| 23 de janeiro   | "Tik Tok" †                | Kesha                                    | [ 18 ]        |
| 30 de janeiro   | "Tik Tok" †                | Kesha                                    | [ 19 ]        |
| 6 de fevereiro  | "Tik Tok" †                | Kesha                                    | [ 20 ]        |
| 13 de fevereiro | "Tik Tok" †                | Kesha                                    | [ 21 ]        |
| 20 de fevereiro | "Tik Tok" †                | Kesha                                    | [ 22 ]        |
| 27 de fevereiro | "Tik Tok" †                | Kesha                                    | [ 23 ]        |
| 6 de março      | "Imma Be"                  | Black Eyed Peas                          | [ 24 ]        |
| 13 de março     | "Imma Be"                  | Black Eyed Peas                          | [ 25 ]        |
| 20 de março     | "Break Your Heart"         | Taio Cruz com Ludacris                   | [ 2 ]         |
| 27 de março     | "Rude Boy"                 | Rihanna                                  | [ 26 ]        |
| 3 de abril      | "Rude Boy"                 | Rihanna                                  | [ 27 ]        |
| 10 de abril     | "Rude Boy"                 | Rihanna                                  | [ 28 ]        |
| 17 de abril     | "Rude Boy"                 | Rihanna                                  | [ 29 ]        |
| 24 de abril     | "Rude Boy"                 | Rihanna                                  | [ 10 ]        |
| 1 de maio       | "Nothin' on You"           | B.o.B com Bruno Mars                     | [ 3 ]         |
| 8 de maio       | "Nothin' on You"           | B.o.B com Bruno Mars                     | [ 30 ]        |
| 15 de maio      | "OMG"                      | Usher com Will.i.am                      | [ 13 ]        |
| 22 de maio      | "Not Afraid"               | Eminem                                   | [ 14 ]        |
| 29 de maio      | "OMG"                      | Usher com Will.i.am                      | [ 31 ]        |
| 5 de junho      | "OMG"                      | Usher com Will.i.am                      | [ 32 ]        |
| 12 de junho     | "OMG"                      | Usher com Will.i.am                      | [ 33 ]        |
| 19 de junho     | "California Gurls"         | Katy Perry com Snoop Dogg                | [ 34 ]        |
| 26 de junho     | "California Gurls"         | Katy Perry com Snoop Dogg                | [ 35 ]        |
| 3 de julho      | "California Gurls"         | Katy Perry com Snoop Dogg                | [ 36 ]        |
| 10 de julho     | "California Gurls"         | Katy Perry com Snoop Dogg                | [ 37 ]        |
| 17 de julho     | "California Gurls"         | Katy Perry com Snoop Dogg                | [ 38 ]        |
| 24 de julho     | "California Gurls"         | Katy Perry com Snoop Dogg                | [ 9 ]         |
| 31 de julho     | "Love the Way You Lie"     | Eminem com Rihanna                       | [ 39 ]        |
| 7 de agosto     | "Love the Way You Lie"     | Eminem com Rihanna                       | [ 40 ]        |
| 14 de agosto    | "Love the Way You Lie"     | Eminem com Rihanna                       | [ 41 ]        |
| 21 de agosto    | "Love the Way You Lie"     | Eminem com Rihanna                       | [ 42 ]        |
| 28 de agosto    | "Love the Way You Lie"     | Eminem com Rihanna                       | [ 43 ]        |
| 4 de setembro   | "Love the Way You Lie"     | Eminem com Rihanna                       | [ 44 ]        |
| 11 de setembro  | "Love the Way You Lie"     | Eminem com Rihanna                       | [ 8 ]         |
| 18 de setembro  | "Teenage Dream"            | Katy Perry                               | [ 45 ]        |
| 25 de setembro  | "Teenage Dream"            | Katy Perry                               | [ 46 ]        |
| 2 de outubro    | "Just the Way You Are"     | Bruno Mars                               | [ 47 ]        |
| 9 de outubro    | "Just the Way You Are"     | Bruno Mars                               | [ 48 ]        |
| 16 de outubro   | "Just the Way You Are"     | Bruno Mars                               | [ 49 ]        |
| 23 de outubro   | "Just the Way You Are"     | Bruno Mars                               | [ 11 ]        |
| 30 de outubro   | "Like a G6"                | Far East Movement com The Cataracs e Dev | [ 4 ]         |
| 6 de novembro   | "Like a G6"                | Far East Movement com The Cataracs e Dev | [ 50 ]        |
| 13 de novembro  | "We R Who We R"            | Kesha                                    | [ 15 ]        |
| 20 de novembro  | "What's My Name?"          | Rihanna com Drake                        | [ 5 ]         |
| 27 de novembro  | "Like a G6"                | Far East Movement com The Cataracs e Dev | [ 51 ]        |
| 4 de dezembro   | "Only Girl (In the World)" | Rihanna                                  | [ 6 ]         |
| 11 de dezembro  | "Raise Your Glass"         | Pink                                     | [ 52 ]        |
| 18 de dezembro  | "Firework"                 | Katy Perry                               | [ 12 ]        |
| 25 de dezembro  | "Firework"                 | Katy Perry                               | [ 53 ]        |